# Ictalurus mexicanus
Ictalurus mexicanus es una especie de peces de la familia Ictaluridae en el orden de los Siluriformes.

## Distribución geográfica
Se encuentran en México.